# Chrysococcyx flavigularis
Il cuculo dorato golagialla o cuculo golagialla (Chrysococcyx flavigularis Shelley, 1880) è un uccello della famiglia Cuculidae.

## Distribuzione e habitat
Questo uccello vive in Africa centro-occidentale lungo il Golfo di Guinea (dalla Liberia alla Repubblica Democratica del Congo), nella Repubblica Centrafricana, in Uganda e in Sudan.

## Tassonomia
Chrysococcyx flavigularis non ha sottospecie, è monotipico.